# Landengte van Suez

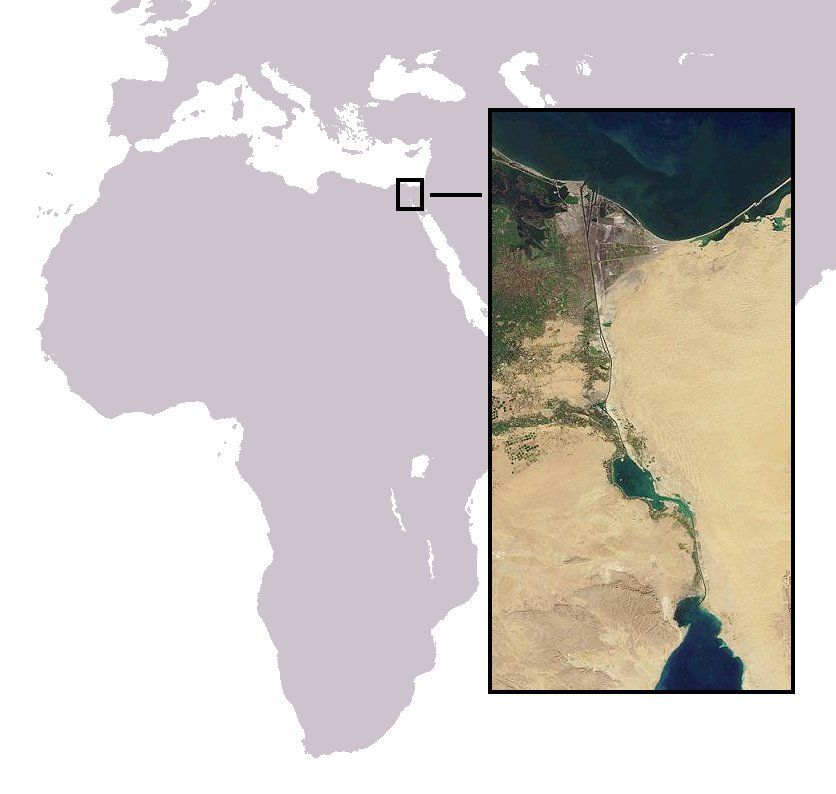
De locatie van de landengte van Suez.

De Landengte van Suez is een landengte in Egypte die de verbinding vormt tussen Afrika en het grootste deel van Egypte enerzijds en het Egyptische schiereiland Sinaï in Azië anderzijds. Het Suezkanaal ligt in deze landengte.
Aan de noordkant van de landengte ligt de Middellandse Zee, aan de zuidkant de Golf van Suez, een zeearm van de Rode Zee. 